# Physandra halimocnemis
Physandra es un género monotípico de plantas fanerógamas perteneciente a la familia Amaranthaceae. Su única especie: Physandra halimocnemis, es originaria de Kazajistán.

## Taxonomía
Physandra halimocnemis fue descrita por (Botsch.) Botsch. y publicado en Sborn. Geobot. Akad. Sukachev 116 (1956).
Sinonimia
- Salsola halimocnemis Botsch. basónimo